# William Meade Fishback
William Meade Fishback (5 de Novembro de 1831 - 9 de Fevereiro de 1903) foi o 17° Governador do Arkansas e Senador dos EUA por Arkansas.

## Biografia
Fishback nasceu em Jeffersonton, no Condado de Culpeper, Virgínia. Formou-se com um diploma em direito da Universidade da Virgínia em 1855.

## Carreira
Em 1857, Fishback mudou-se para Springfield, Illinois, onde foi aceito na Ordem e exerceu brevemente a advocacia. Problemas de saúde o levou a se mudar para o Condado de Sebastian, no Arkansas, em 1858. Em 1861, Fishback foi eleito para a Convenção de Secessão do Arkansas como um delegado pró-União. Depois que a convenção votou a favor da secessão, foi para o Missouri e fez um juramento de lealdade à União. Fishback seguiu o exército da União de volta ao Arkansas em 1863 e foi nomeado Coronel da 4ª Cavalaria do Arkansas (EUA). Trouxe 900 soldados, embora seus esforços para recuperar o Arkansas na União o impedissem de liderar o regimento em batalha. Em seu retorno ao Arkansas, Fishback criou um jornal pró-União chamado The Unconditional Union, pedindo aos eleitores que ratificassem a nova constituição estadual que aboliu a escravidão e repudiou a secessão. Em Dezembro de 1863, representou David Owen Dodd, de 17 anos, condenado por espionagem.
Fishback e Elisha Baxter foram selecionados para representar o Arkansas no Senado dos Estados Unidos em 1864, mas sua admissão foi bloqueada em Fevereiro de 1865, pois o Arkansas ainda não havia sido readmitido na União. Depois de servir como representante do tesouro federal após a conclusão da Guerra Civil, Fishback voltou ao Condado de Sebastian, reabriu uma advocacia em Forth Smith e passou nos próximos dez anos transformando sua advocacia em uma das mais prósperas do oeste do Arkansas.
Fishback foi um delegado da Convenção Constitucional do Arkansas de 1874. Exerceu como membro da Câmara dos Representantes do Arkansas de 1871 até 1881. Apresentou o que ficou conhecido como "Emenda Fishback", agora conhecida como Emenda 1 (codificada como Artigo 20) da Constituição do Arkansas. Essa emenda proibiu as autoridades estaduais de pagar o auxílio ferroviário e os títulos de diques Halford. O não pagamento da dívida de Holford criou problemas de crédito para o estado que durou até o século XX.
No dia 5 de Setembro de 1892, Fishback foi eleito Governador do Arkansas. O governo Fishback se concentrou em mudar a imagem nacional do estado. Durante seu mandato, foi formado o distrito de diques do Rio St. Francis.
Fishback exerceu como governador até 1895, quando deixou o cargo público e trabalhou tentando atrair negócios para o estado.

## Morte
Fishback morreu vítima de um AVC. Fishback está sepultado no Cemitério Oak em Forth Smith, Arkansas.